# Nowa Godziszka
Nowa Godziszka (dawn. Godziska Nowa) – część wsi Godziszka w Polsce, położona w województwie śląskim, w powiecie bielskim, w gminie Buczkowice. Dawniej odrębna wieś.
Stanowi wschodnią część wsi.

## Historia
Pod zaborem austriackim Nowa Godziszka stanowiła gminę jednostkową w powiecie Biała w cyrkule wadowickim, liczącą w 1854 roku 237 mieszkańców.
W Polsce Stara Godziszka stanowiła gminę w powiecie bialskim w województwie krakowskim, liczącą w 1921 roku 236 mieszkańców.
Następnie połączona ze Starą Godziszką i Godziszką Wilkowską w jedną wieś o nazwie Godziszka.